# Артьомс Рудневс
Артьомс Рудневс или Артьом Руднев (на руски: Артём Руднев; на латвийски: Artjoms Rudņevs) е латвийски футболист от руски произход, роден на 13 януари 1988 г. в Даугавпилс в бившата Латвийска съветска социалистическа република, тогава част от СССР. Играе на поста централен нападател в Хамбургер ШФ. Руднес произхожда от руско семейство от град с преобладаващо руско население и държейки на това той предпочита да говори на руски език със своите сънародници, включително и с медиите, а по време на престоя си в Лех Познан името на фланелката му е изписано по руски образец – без „-с“. С това той си навлича гнева и неодобрението на част от своите съотборници и фенове на националния отбор.

## Клубна кариера
Рудневс започва професионалната си кариера в отбора от родния си град Дитон Даугавпилс, който през 2006 г. е преименуван на Даугава. По време на тригодишния му престой там отборът завършва три пъти на пето място в Латвийската висша лига и печели Купата на Латвия през 2008 г. В началото на 2009 г. преминава в унгарския Залаегерсеги, с който записва четвърто и пето място в Първа унгарска футболна лига и финал за Купата на Унгария. След трансфера си в Лех Познан Рудневс бързо се превръща в любимец на феновете, не само заради головете, които отбелязва, но и заради самораздаването си на терена. Дори когато отборът играе слабо, той е един от малкото футболисти, които не биват освиркани от публиката. В полското първенство отбелязва 33 гола в 56 мача (включително три хеттрика в първите седем мача на сезон 2011/2012), а в мач от груповата фаза на Лига Европа 2010/2011 отбелязва хеттрик при равенството 3:3 с Ювентус. В Познан Рудневс играе една година заедно с българския национал Александър Тонев, а за двата си сезона в Полша завършва веднъж на пето и веднъж на четвърто място в класирането и съответно на четвърто и първо място при голмайсторите и има финал за Купата на Полша. С добрите си игри за Лех Познан Рудневс привлича интереса на Хамбургер и през лятото на 2012 г. преминава в германския отбор. През първия си сезон там Рудневс отбелязва 12 гола (девето място при голмайсторите), а отборът завършва седми. Следващия сезон губи титулярното си място за сметка на Пиер-Мишел Ласога и през зимата отива под наем в Хановер, където отбелязва два гола в първите си два мача, но впоследствие също не успява да се наложи като титуляр, а Хановер не използва опцията за закупуването му.

## Национален отбор
За националния отбор на Латвия дебютира срещу Естония на 12 ноември 2008 г., а първия си гол отбелязва срещу Малта на 7 октомври 2011 г.

## Успехи
- Носител на Купата на Литва (1):
  - 2008 (Даугава Даугавпилс)
- Финалист за Купата на Унгария (1):
  - 2010 (Залаегерсеги)
- Финалист за Купата на Полша (1):
  - 2011 (Лех Познан)
- Голмайстор на полското първенство (1):
  - 2012 (Лех Познан)